# Ljublino (Mosca)
Il quartiere Ljublino (in russo Район Люблино?) è un quartiere di Mosca sito nel Distretto Sud-orientale.
Prende il nome dall'abitato omonimo, di cui compare testimonianza a partire dal 1722.

## Storia
Entra a far parte del territorio cittadino nell'agosto del 1960, dapprima nel quartiere Ždanovskij, da cui verrà scorporato nel 1969. A metà degli anni 1970 vengono demolite le costruzioni in legno e l'area viene massicciamente urbanizzata. Con la riforma amministrativa del 1991, dal quartiere originario vengono scorporati i nuovi quartieri di Kapotnja, Tekstil'ščiki, Pečatniki e Mar'ino.
Nel territorio del quartiere sorge il Parco Ljublino, facente parte del complesso ricreativo Kuzminki-Ljublino.